# Juan II de Antioquía
Juan II de Antioquía, llamado Codonato, fue el patriarca de Antioquía entre los años 488 y 490; y lo fue nuevamente en 495. Se trata de un período marcado fundamentalmente por la controversia monofisista que siguió al Concilio de Calcedonia. Juan II fue un monofisista convencido y, por ello, fue depuesto del cargo de presbítero de Constantinopla.

## Historia
Juan fue ordenado obispo por Pedro de Antioquía, el antiguo patriarca y líder monofisista en Antioquía, que le entregó la sede episcopal de Apamea (Siria) para extender el dominio monofisista en la diócesis. La población local lo rechazó y él se volvió para Antioquía, donde, en 477, le tocó contemplar la caída del emperador Basilisco, que se llevó a Pedro de Antioquía consigo. Aprovechándose de la confusión, Juan tomó para sí el título de patriarca, pero se mantuvo en el poder solo tres meses, hasta que fue depuesto en un sínodo convocado ex profeso.
Tras él reinaron Esteban II, Esteban III y Calandiono, hasta que, alrededor de 488, fue nuevamente elegido patriarca por los obispos orientales. Sin embargo, fue depuesto de nuevo a causa de una declaración del papa Simplicio contra él. Acacio de Constantinopla, que lo había condenado anteriormente, lo propuso para el cargo de obispo de la ciudad de Tiro.

## Concilio de Tiro
Juan II participó en el Concilio de Tiro en 514, impulsado por el líder monofisista Severo de Antioquía.
| Predecesor: Calandiono de Antioquía | Arzobispo de Antioquía 496 – 498 | Sucesor: Paladio de Antioquía |